# Jacobiasca lybica
Jacobiasca lybica är en insektsart som först beskrevs av Bergevin och Zanon 1922.  Jacobiasca lybica ingår i släktet Jacobiasca och familjen dvärgstritar. Inga underarter finns listade i Catalogue of Life.